# Körszínház (Budapest)
A Körszínház, a Kazimir Károly által vezetett – előbb Jókai Színház, majd 1963. szeptember 26-tól 1991-ig – Thália Színház néven működő társulat, nyári játszóhelye volt (1958–1990).

## Története

### 1958–1990
A Körszínház, Kazimir Károlynak, a Jókai Színház (későbbi Thália Színház) főrendezőjének kezdeményezésére jött létre. Szophoklész két görög klasszikus drámájával nyitott a színház a Városligetben, az Ipari Vásár területén álló Építésügyi Minisztérium pavilonjában. 1958. július 19-én Zolnay Zsuzsával a címszerepben az Antigoné, másnap 1958. július 20-án az Oidipusz király című drámát mutatták be, Básti Lajossal a főszerepben. 1959-ben a Körszínháznak nem voltak előadásai. 1960-tól új helyszínen, az egykori Jégszínházban, a Magyar Jégrevű Istvánmezei úti színházépületében tartották az előadásokat. Itt működött a nyári színház 1967-ig. Kazimir Károly és Rajkai György díszlettervező új játszóhelyet keresve, séta közben bukkantak a Városligetben a Budapesti Nemzetközi Vásár (BNV) területén a lengyel pavilonra, miután kiderült, hogy a Jégszínházból menniük kell. A Városligeti BNV területén álló épületek csak a tavaszi, illetve az őszi vásárok idején voltak használatban. A kiállítási csarnokok az év többi időszakában leginkább üresen, kihasználatlanul álltak. Miután sikerült megszerezniük, nyaranta – 1974-ig – a Körszínháznak a lengyel pavilon adott otthont. (Tavasszal és ősszel továbbra is a kiállítási célokat szolgált az épület.) Ezen időszak alatt döntés született arról, hogy 1974-től a Budapesti Nemzetközi Vásárt a Városligetből Kőbányára, a mai HUNGEXPO Budapesti Vásárközpont területére költöztetik át. A döntés értelmében a Körszínháznak helyet adó lengyel pavilon is bontásra került, de néhány pavilont meghagytak. Ezek közül a volt szovjet pavilont ajánlották fel új helyszínnek Kazimirék, illetve a Körszínház számára.
- Erre az időszakra Kazimir Károly így emlékezett:

„A lengyel pavilont szétszedték az egész vásárvárost szétszedték, mindenfajta terveket dolgoztak ki arról, hogy ott pihenőpark, sportpark, szórakozópark legyen. Mindig várom, hogy valaki azt is kérje: biztosítsanak helyet a Körszínháznak. Szerencsére a Fővárosi Tanács vezetői komolyan gondolkoznak a Körszínház létéről. Különben nagy baj lenne...A lengyel pavilontól elbúcsúztam, pedig úgy megszoktuk...az utolsó vastraverzeket feldobták egy teherautóra, s ezt a Városliget fái is rendkívül közönyösen szemlélték,...az idegen, vasból és üvegből készült ormótlan csarnok végre eltűnt. Alig száz, kétszáz méterre ott volt a  szovjet pavilon. Külsőre impozánsabb, betonrészei is vannak, s kezdtem megbarátkozni a gondolattal...”

- Bécs Theather in der Josepstadt nevű színházba, vendégjátékra készülő társulat, próbahelyiségként már a szovjet pavilon épületében készülhetett. Az "Isten veled monarchia" című darabot, már itt próbálták a Thália Színház művészei.
- Kazimir Károly így emlékezett könyvében:

„ Megbarátkoztunk hát a gondolattal, terveket készítettünk és már elképzeltem a következő bemutatónkat a Városliget fái között a szovjet pavilonban, amikor váratlanul kaptam a hírt, hogy nincs szovjet pavilon, mert annak ellenére, hogy sokan és többször megbeszéltük a terveket szakemberekkel...csak egyet nem, hogy a födémszerkezetet megvizsgálják...A szakemberek - kicsit későn - megállapították, hogy összeomlás előtt áll az épület és szó sem lehet arról, hogy a szovjet pavilonban játsszék a Körszínház. Hosszasan sétáltam a romos furcsa hangulatú Városligetben, ami most ebben a bontási periodusban vásárváros sem volt és liget sem....Előzőleg szó volt arról, hogy a mellettünk levő osztrák pavilonban tinédzser klub lesz, kuglipályával és sörcsarnokkal...ebből a csarnokból téli-nyári ifjúsági szórakozóhelyet akartak építeni, de aztán kiderült, hogy csak nyári lehet, téli nem, mert nem fűthető. Akkor arról volt szó, hogy lebontják az osztrák pavilont.”

- Ám ahogy kiderült, hogy a szovjet pavilon rossz állapotban van, már csak az osztrák pavilon jöhetett szóba. Mégsem bontották le és végül az osztrák pavilon lett a színházé. (A fiatalok sem maradtak a nekik beígért pavilon nélkül, hiszen – igaz, hogy évekkel később, de mégiscsak – elkészült a Petőfi Csarnok is.)
- Megszűnt a vándorlás, a korábbi 15 év munkája sem veszett el, a Körszínház végre állandó otthonra lelt a megmaradt osztrák pavilon (vagyis 22-es pavilon) épületében, amely innentől kezdve a Thália Színház művészeinek állandó nyári játszóhelye lett 1990-ig. (A plakátokon egy ideig így szerepelt a Körszínház címe, megközelíthetősége: Budapest, XIV. kerület, Városligeti körút 22-es pavilon a volt BNV területén)

Klasszikusok és világirodalom a Körszínházban
A térszínpad kevés díszletet igénylő és sok mozgásalkalmat kínáló lehetőségeinek kihasználásával a társulat kezdetben klasszikus görög drámákat játszott (Antigoné, Oidipusz, Iphigénia Auliszban). Majd a kedvező kritikai fogadtatást látván további világirodalmi remekeket tűztek műsorra (Corneille, Shakespeare, Brecht, Calderón, Dante stb.). Később a világirodalom különös hangulatú, epikus műveinek színpadi adaptációit: – Kalevala (finn-eposz), Ramajana (indiai-eposz), Hiawata, Ezeregyéjszaka, Gilgames stb.) láthatták a nézők, amelyeknek bemutatásával a Körszínház a világszínház új irányzatainak egyik kísérleti színterévé vált. A városligeti épületben tehát 1990-ig működött a Körszínház, melynek alapítója, művészeti vezetője Kazimir Károly, közben a Thália Színház igazgató-főrendezői posztját is betöltötte. A Körszínház valamennyi produkcióját ő rendezte, egy kivételével. Az 1960-ban bemutatott Örök Amphytron című előadást Kazán István rendezte. 1959-ben nem volt előadása a Körszínháznak. Kazimir Károly egészségi állapotára hivatkozva 1991-től lemondott tisztségéről a színház vezetéséről.

### 1991–2000. január 11. (Körszínházból Globe színház)
1991. február 1-én létrejött egy sajátos színházi alakulat, ugyanis a Nagymező utcai épület adott helyet a Thália társulata mellett a játszóhellyel nem rendelkező Rock Színháznak is. A két társulat – önállóságát megőrizve, közösen használta az épületet. Az igazgató nélkül maradt Thália Színház utódtársulatának élére – igazgatói állására – a Fővárosi Önkormányzat pályázat útján, két évre (1991-1993) Mikó Istvánt, a színház egyik vezető színészét nevezte ki. Létrejött az Arizona Színház. Az ügyvezető igazgató Rohály Miklós lett, akit hamarosan menedzser-igazgatóként Nyerges Ferenc követett ezen a poszton. Az új vezetés bérbe adta a színház harmadik, nyári játszóhelyét, a Körszínházat – évi tízmillió forintért, melyet a Globe Színház és Kiállítóterem Kft. üzemeltet. A Körszínházból – Globe Színház lett. Az épületet 1990-ben a bérlő költségére – akkori áron 30 millió forintért – téliesítették. A színházban ismeretterjesztő kiállítások, diszkó és a Labdatér Színház illetve a Nevesincs gyermekszínház működött. A városligeti Globe Színház 2000. január 11-én a hajnali órákban leégett, alig több mint egy hónappal Kazimir Károly halála után. A szándékos gyújtogatás elkövetőjét azóta sem találták meg, ezért a rendőrség a nyomozást lezárta.

## Előadások
A Körszínház műsoraiból:
(Valamennyi előadás rendezője Kazimir Károly volt, egy kivételével. Az Örök Amphytrion című előadást Kazán István rendezte.)
- Szophoklész: Antigoné (1958. július 19.) (Nyári Körszínház – Városliget, Ipari Vásár – Építésügyi Minisztérium pavilonja)
  - Antigoné: Zolnay Zsuzsa; Kreón: Győrffy György; Teiresziász: Mádi Szabó Gábor; Őr: Szirtes Ádám; Első hírnök: Árva János; Második hírnök: Tarsoly Elemér; Eurüdiké: Makay Margit; Iszméné: Berek Kati; Haimon: Lőte Attila; Karvezető: Basilides Zoltán; Kar: Bay Gyula; Horkai János; Pásztor János; Papp János (Szerepkettőzések: Iszméné: Hacser Józsa; Haimon: Ősi János)
- Szophoklész: Oidipusz király (1958. július 20.) (Nyári Körszínház – Városliget, Ipari Vásár – Építésügyi Minisztérium pavilonja)
  - Oidipusz: Básti Lajos; Kreón: Győrffy György; Iokaszté: Makay Margit; Teiresziász: Mádi Szabó Gábor; Pap: Basilides Zoltán; Szolga: Gyenge Árpád; Első hírnök: Árva János; Második hírnök: Tarsoly Elemér; Karvezető: Bay Gyula; Kar: Horkai János; Pásztor János; Papp János
- Euripidész: Iphigénia Auliszban (1960. július 15) (Körszínház, a Jégszínház helyiségében)
  - Agamemnon: Mádi Szabó Gábor; Meneláosz: Láng József; Akhilleusz: Lőte Attila; Klütaimnesztra: Sennyei Vera; Iphigéneia: Váradi Hédi; Artemisz: Schubert Éva; Öreg szolga: Kőmíves Sándor; Hírnök: Prókai István; Kaikhász: Farkas Antal; Női karvezető: Sándor Iza; Női kar: Létai Klári, Zachariás Klára, Kun Magda, Donáti Anna; Helené: Balogh Edina; Paris: Gyürki Géza; Kísérőnő: Marton Éva; Egy katona: Papp János
- Plautus – Molière – Heinrich von Kleist – Jean Giraudoux: Örök Amphytrion (1960. július 16.) (Körszínház, a Jégszínház helyiségében)
  - Beszélő: Láng József; A rendező: Kazán István; Jupiter: Mádi Szabó Gábor; Amphitryon: Deák Sándor; Alkméné: Schubert Éva, Léda: Váradi Hédi, Sosias: Prókai István, Merkur: Verebes Károly, Dajka: Sándor Iza
- Aiszkhülosz: Leláncolt Prométheusz (1961. július 15.) (Körszínház, a Jégszínház helyiségében)
  - Prométheusz: Bitskey Tibor; Ió: Kohut Magda; Okeanosz: Kiss Ferenc; Erő: Prókai István; Erőszak: Nagy István; Héphaisztosz: Mádi Szabó Gábor; Hermész: Láng József; Pandóra: Medgyesi Mária; Irisz: Marton Éva; Karvezető: Petur Ilka; Karvezető: Gurnik Ilona; Karvezető: Létay Klári; Karvezető: Németh Gabi; Karvezető: Kocsis Katalin; Karvezető: Bod Teréz
- William Shakespeare: II. Richárd (1962. július 16.) (Körszínház, a Jégszínház helyiségében)
  - II. Richard: Bodrogi Gyula; John of Gaunt, Lancaster hercege: Kőmíves Sándor; Edmund of Langley, York hercege: Mádi Szabó Gábor; Henrik, más néven Bolingbroke, Hereford hercege, John of Gaunt fia, később IV. Henrik: Latinovits Zoltán; Aumerle hercege, a yorki herceg fia: Deák B. Ferenc; Thomas Mowbray, Norfolk hercege: Prókai István; Salisbury grófja: Sugár László; Sir Pierce of Exton: Szabó Kálmán f.h.; Bushy, Richárd király híve: Budai István; Bagot, Richárd király híve: Kollár Béla; Green, Richárd király híve: Sebestyén Ferenc f.h.; Lord Ross: Horesnyi László f.h. Northumberland grófja: Szatmári István; Henry Percy, más néven Hővér, Northumberland fia: Győry Emil; Lord Fitzwater: Nádai Pál; Carlisle püspök: Huszár László; Sir Stephen Scroop: Harsányi Frigyes f.h.; Első kertész: Nagy István; Második kertész: Gyenge Árpád; Herold: Kovács P. József; Őr: Szécsy Iván; Királyné: Kohut Magda; Gloster hercegné: Kassai Ilona; Udvarhölgy: Petényi Ilona
- Corneille: Cid (1963. július 13.) (Körszínház, a Jégszínház helyiségében)
  - Don Fernandez, Kasztília első királya: Prókai István; Donna Urraca, Kasztília infánsnője: Máthé Erzsi; Don Diego, Don Rodrigo apja: Szénási Ernő; Don Gomez, Gormaz grófja, Xiména apja: Inke László; Don Rodrigo, Xiména szerelmese: Bitskey Tibor; Don Sancho, szereti Ximénát: Koncz Gábor; Don Arias: Nagy István; Don Alonso: Kollár Béla; Xiména, Don Gomez lánya: Kohut Magda; Leonóra, az infánsnő társalkodónője: Kassai Ilona; Elvira, Xiména társalkodónője: Sívó Mária (Szerepkettőzések: Don Sancho: Madaras József; Elvira: Drahota Andrea f.h)
- Bertolt Brecht: Állítsátok meg Arturo Uit! (1963. július 14.) (Körszínház, a Jégszínház helyiségében)
  - Arturo Ui: Szabó Gyula; Ernesto Roma: György László; Giuseppe Gobolla, gengszter: Fonyó József; Emanuele Göri, gengszter: Inke László; Hindsborough: Ajtay Andor; Ifj. Hindsborough: Szécsy Iván; Egy asszony: Dajka Margit; Clark, a karfiol tröszt egyik vezetője: Kovács Károly; Butcher, a karfiol tröszt másik vezetője: Boray Lajos; Mulberry, a karfiol tröszt harmadik vezetője: Fellegi István; Ignatius Dollfoot: Gosztonyi János; Betty, Dollfoot felesége: Krencsey Marianne; Sheet, egy hajóvállalat tulajdonosa: Tándor Lajos; Bowl, Sheet cégvezetője: Keleti László; Színész: Peti Sándor; Hook, zöldségnagykereskedő: Kollár Béla; Chicagói zöldségkereskedő: Kalocsai Ferenc; Hindsborough inasa: Vidó János; Beszélő: Koncz Gábor; Dockdaisy: Kassai Ilona; Ted Ragg, a Star riportere: Mede Tibor; Ügyész: Fenyő Aladár; Bíró: Harkányi Ödön; Orvos: Várady Pál; Fish, vádlott: Madaras József; Inna, fiatal legény: Palágyi Ferenc; Gaffles, a városi képviselő-testület tagja: Pataky Dezső; Greenwool: Hegyi Adorján
- Calderón: A zalameai bíró (1964. július 14.) (Körszínház, a Jégszínház helyiségében)
  - II. Fülöp király: Prókai István; Don Lope de Figueros: Inke László, Don Alvaro de Ataide, kapitány: Rátonyi Róbert; Őrmester: Csajányi György; Rebolledo, katona: Szirtes Ádám; Pedro Crespo, idős paraszt: Mádi Szabó Gábor; Juan, Pedro Crespo fia: Madaras József; Don Mendo, hidalgó: Linka György; Nuno, Don Mendo szolgája: Szendrő József; Jegyző: Nagy István; Katona: Kollár Béla; Isabel, Crespo leánya: Polónyi Gyöngyi; Inés, Isabel unokahúga: Almási Éva f.h.; Chispa: Lehoczky Zsuzsa
- Thomas Mann: Fiorenza (1965. július 10.) (Körszínház, a Jégszínház helyiségében)
  - Lorenzo de Medici: Somogyvári Rudolf; Girolamo Savonarola: Latinovits Zoltán; Fiore, Lorenzo szeretője: Bara Margit; Piero. Lorenzo fia: Buss Gyula, Angelo Poliziano, költő, filozófus: Prókai István; Giovanni Pico, Mirandola hercege: Szatmári István; Pierleoni, orvos: Nagy István; Cambi, kereskedő: Verebély Iván; Pulci, költő, udvaronc: Körmendi János; Ognibene, fiatal festő: Kozák András; Grifone: Izsóf Vilmos; Leone: Csajányi György; Simonetto; Kollár Béla; Apród; Földessy Margit
- Thomas Mann: Mario és a Varázsló (1965. július 10.) (Körszínház, a Jégszínház helyiségében)
  - Szerző: Somogyvári Rudolf; Cipolla lovag; Latinovits Zoltán; Mario: Kozák András; Angiolieriné: Komlós Juci; Angiolieri úr: Kollár Bél; Pamutinges fiatalember: Csajányi György; Büszke római: Prókai István; Ezredes: Buss Gyula; Elegáns úr: Szatmári István; 1. siheder: Verebély Iván; 2. siheder: Izsóf Vilmos; 3. siheder: Sándor György; 1. lány: Földessy Margit; 2. lány: Kardos Edit
- William Shakespeare: Troillus és Cressida (1966. július 9-én) (Körszínház, a Jégszínház helyiségében)
  - Priamus, Trója királya: Szatmári István, Hector, Priamus fia: Huszti Péter; Troilus, Priamus fia: Kozák András, Paris, Priamus fia: Konrád Antal, Delphobus, Priamus fia: Czibulás Péter, Aeneas, trójai vezér: Somogyi Miklós, Antenor, trójai vezér: Peczkay Endre, Calchas, görögökhöz pártolt trójai pap: Kátay Endre, Agamemnon, görög fővezér: Horkai János; Pandarus, Cressida nagybátyja: Tahi Tóth László; Menelaos, Agamemnon testvére: Karikás Péter; Achilles, görög vezér: Inke László, Ajax, görög vezér: Szirtes Ádám, Ulysses, görög vezér: Kaló Flórián, Nestor, görög vezér: Prókai István, Diomedes, görög vezér: Juhász Jácint, Patrocius, görög vezér: Orbán Tibor, Thersites, nyomorék és mocskosszájú görög: Szabó Gyula, Alexander, Cressida inasa: Földy Ottó, Troilus inasa: Ajtay Gábor, Paris inasa: Nádai Pál; Diomedes inasa: Szilassy Gyula, Heléna, Menelaos felesége: Pécsi Ildikó; Andromache, Hector felesége: Spányik Éva; Cassandra, Priamus lánya, jósnő: Drahota Andrea; Cressida, Calchas lánya: Domján Edit (Szerepkettőzés: Achilles: Bujtor István)
- Petőfi Sándor: Tigris és hiéna (1967. július 14.) (Körszínház, a Budapesti Nemzetközi Vásár lengyel pavilonjában)
  - Predszláva: Sulyok Mária; II. Béla: Koltai János; Ilona: Pécsi Ildikó; Géza: ---; László: ---; Borics: Mécs Károly; Judit: Pap Éva; Saul: Nagy Attila; Milutin: Schwetz [Szigeti] András; Sámson: Szirtes Ádám; Sülülü: Dégi István; Dengez: Peczkay Endre; Zsember: Horkai János; Vas: Nádai Pál; Göndör: Kollár Béla; Baját: Szatmári István; Tivadar: Gyimesi Tivadar; Rád: Bagó László; Gedő: Prókai István; Kórog: Gáspár János; Bial: Szilasy Gyula; Beghel: Harkányi János; Porkoláb: Nagy István; Énekes: Csajányi György
- Dante: Isteni színjáték (I. rész: Pokol; II. rész: Purgatórium; III. rész: Paradicsom (1968. július 5.)) (Körszínház, a Budapesti Nemzetközi Vásár lengyel pavilonjában)
  - Dante: Básti Lajos; Beatrice: Zolnay Zsuzsa; Vergilius: Keres Emil; Sulyok Mária; Szirtes Ádám; Bodor Tibor; Miklósy György; Szatmári István; Esztergályos Cecília; Prókai István; Győry Emil; Kollár Béla; Kozák András; Bálint András; Tarsoly Elemér; Schwetz [Szigeti] András; Markaly Gábor; Jobba Gabi; Monori Lili; Valcz [Vallai] Péter f.h.; Palágyi Ferenc; Bod Teréz; Déri Mária; Kádár Flóra; Márai Enikő; Miklósy Judit; Szatmári Liza; Téby Katalin; Thirring Viola
- Kalevala (1969. július 4.) (Körszínház, a Budapesti Nemzetközi Vásár lengyel pavilonjában)
  - Beszélő: Keres Emil; Beszélő: Horváth Ferenc; Vejnemöjnen: Bitskey Tibor; Vejnemöjnen anyja: Temessy Hédi; Lemminkejnen: Mécs Károly; Lemminkejnen anyja: Horváth Teri; Ilmarinen: Szirtes Ádám; Louhi: Bánki Zsuzsa; Louhi lánya: Esztergályos Cecília; Joukahajnen: S. Tóth József; Joukahajnen anyja: Komlós Juci; Külli: Drahota Andrea; Ajno: Bürös Gyöngyi; Ani: Lengyel Erzsi; Kullervo: Csikós Gábor; Csordás: Inke László; Férfi: Szilágyi Tibor; Sas: Szatmári István; Csók István; Bősze György; Kollár Béla; Valcz (Vallai) Péter; Szatmári Liza
- John Milton: Elveszett paradicsom (1970. július 10.) (Körszínház, a Budapesti Nemzetközi Vásár lengyel pavilonjában)
  - Ádám: Kozák András; Éva: Venczel Vera; Sátán: Bitskey Tibor; Atya: Balázs Samu; Fiú: Vallai Péter; Mihály angyal: Kohut Magda; Rafael angyal: Esztergályos Cecília; Gábriel angyal: Gór Nagy Mária; Abdiel: Schwetz András; Halál: Szatmári István; Bűn: Hámori Ildikó f.h.; A sátán hívei: Belzebub: Szénási Ernő; Moloch: Csikos Gábor; Beliál: Horváth László; Mammon: Pásztor János; Nesrok: Kollár Béla; Gyimesi Tivadar; Kocsis Mihály; Ledniczky Péter; Pethes Csaba; Zámori László; Czakó Klári; Juhász Rozália; Marschek Gabi f.h.; Nagy Ilona; Oros Mária; Petényi Ilona; Ruzsa Krisztina; Szerényi Éva
- Ramajana (1971. július 9.) (Körszínház, a Budapesti Nemzetközi Vásár lengyel pavilonjában)
  - Valmiki, Dasharata király: Keres Emil; Ráma királyfi: Mécs Károly; Szitá: Venczel Vera; Kaikei, Dasharata felesége; Mandodari, Rávana felesége: Bánki Zsuzsa; Kautalja, Dasharata felesége; Tridzsata, ráksaszi: Horváth Teri; Rávana: Nagy Attila – Rátonyi Róbert – Karsai János (szerepkettőzés), Laksmana: Csikos Gábor, Bharata: Végvári Tamás; Manthara: Temessy Hédi; Hanumán, majom: Esztergályos Cecília; Szugriva, majomkirály: Gálvölgyi János f.h.; Máricsa, ráksasza: Lengyel Erzsi – Gór Nagy Mária – Hámori Ildikó (szerepkettőzés); Surpanakha: Sáfár Anikó f.h. – Fáy Erzsi – Tóth Júlia (szerepkettőzés);Főpap: Kollár Béla; Vibhisina: Szatmári István; Indrazsit, Rávana fia: Vallai Péter; Kusa, Ráma ikrei: Jani Ildikó f.h.; Lava, Rama ikrei: Markovics Bori f.h.; Barcs Endre; Basilides Barna; Reviczky Gábor f.h.; Cselkó Rudolf; Kocsis Mihály; Kovács Edit; Pethes Csaba; Romoda Attila; Schober Mária, Kürti Mariann, Pünkösd Ilona; Márai Enikő; Markos György; Szabó Mihály; Mlinárcsik Ildikó; Bakos Kati
- Takeda Izumo – Miyosi Sóraku – Namiki Szenrju: Csúsingura (1972. július 7.) kabuki (Körszínház, a Budapesti Nemzetközi Vásár lengyel pavilonjában)
  - Juranoszka: Bitskey Tibor, Moronao: Nagy Attila, Enja Hangan: Kozák András, Honzó: Szirtes Ádám, Gihei: Keres Emil, Kampei: Csikos Gábor, Rikija: Benkő Péter, Vakaszanoszke: S. Tóth József, A nyilvánosház tulajdonosnője: Rátonyi Róbert, Rjócsiku: Keleti László, Hejemon: Vallai Péter, Kudaju: Harkányi Endre, Ishidó: Tándor Lajos, Jakusidzsi: Ruttkai Ottó, Goemon: Végvári Tamás, Bannai: Gálvölgyi János f.h., Dzsutáró: Ambrus András, Jagoro: Holocsi István f.h., Igo: Reviczky Gábor f.h., Szadakuro: Markos György, Öregember: Kollár Béla, Josimacu, kisfiú: XXX, Kaojo, Enja Hanga felesége; Oisi, Juranoszke felesége: Drahota Andrea, Okaru: Esztergályos Cecília, Okaru anyja: Horváth Teri, Konami: Monori Lili, Oszono: Borbás Gabi f.h., Tonasze: Lengyel Erzsi, Tadajosi herceg: Sáfár Anikó f.h., Gésa: Jani Ildikó f.h., Gésa: Szalay Edit f.h., Bábfigura: Karsai János, Narrátor: Buss Gyula, Narrátor: Thirring Viola, Narrátor: Vörös Eszter f.h., Basilides Barna, Bakos Kata, Bujkái Gyula, Cselkó Rudolf, Fényes Ildikó, Fóti Béla, Horváth Zoltán, Jászkun Virág, Kocsis Mihály, Kovács Edit, Kovács László, Páll Ferenc, Pethes Csaba, Rajnai László, Rákosi Kati, Romoda Attila, Schóber Mária; Szabó Mihály; Szerényi Éva; Thernesz Judit; Tóth Júlia; Vass József; Zenészek: Bányai Lajos; Gáblik Zoltán; Mártha István; Novák János
- Karagöz (XVI. századi török játék) (1973. július 6.) (Körszínház, a Budapesti Nemzetközi Vásár lengyel pavilonjában)
  - Karagőz: Szabó Gyula, Hadzsivat: Rátonyi Róbert, Karagőz felesége: Drahota Andrea, Az előjáték szereplői:, Pánci-Mánci: Hámori Ildikó, Vitéz László: Ambrus András, Petruska: Esztergályos Cecília, Grand Guignol: Holl István, Dr. Fausztusz: Csikos Gábor, Naszreddin Hodzsa: S. Tóth József, Ravasz Péter: Gálvölgyi János, Pakála: Karsai János, Tindála: Gór Nagy Mária, Muzsi: Verebes Károly, Szekula: Lengyel Erzsi, Kasparek: Thirring Viola, Pulcinello: Palágyi Ferenc, Pulcinella: Jani Ildikó, Seyk Küszteri: Jósfay György, A játék szereplői, Zenne: Polónyi Gyöngyi, Tuzsusz: Holl István, Ferhad: Csikos Gábor, Sirin: Esztergályos Cecília, Aga, Sirin apja: Harkányi Endre, Fürdőanya: Komlós Juci, Hamamdsi: Hámori Ildikó, Zsidó: Kézdy György, Arab: S. Tóth József, Albán: Verebes Károly, Magyar: Ambrus András, Imam, Sahter: Paudits Béla, Sármama: Lengyel Erzsi, Mestan aga: Kollár Béla, Bayram aga: Ruttkai Ottó, Sünbül: Gálvölgyi János, Zenne: Thirring Viola – Jani Ildikó (szerepkettőzés), Kávés: Gyimesi Tivadar, Sirin vőlegénye: Karsai János, Badawi, Ali, Fábián I., Gömöri A., Horváth Z., Kovács E., Ladányi Á.-né, Lendvai A., Motyovszky S., Páll F., Pethes Cs.; Rákosi K., Romoda A., Tóth J.
- Ezeregyéjszaka (1974. július 8.) (Körszínház, XIV. kerület Városligeti körút 22-es pavilon a volt BNV területén)
  - Sahrijár király; Maruf, varga: Kozák András, Sahzaman, a király öccse: Harsányi Gábor, Seherezádé: Drahota Andrea; Dinazád: Jani Ildikó, Démon: Bitskey Tibor, Szindbád, kereskedő: Rátonyi Róbert, Harun al Rasid: Szabó Gyula, Vezér: Nagy Attila, Ali, a pék: Gálvölgyi János, Shirin, pékné: Esztergályos Cecília, Fatime: Gór Nagy Mária, Asztalos: S. Tóth József, Énekesnő: Thirring Viola, Prefektus: Ruttkai Ottó, Szomszéd: Petrik József, Szomszédasszony: Lengyel Erzsi, Öreg sejk: Kollár Béla, Púpos: Horváth Péter, Fűszeres: Kovács Gyula f.h., Hóhér: Csiszér András, A kereskedő céh elnöke: Ambrus András, Őr: Csajányi György, Koldus: Gyürki István, Imám: Ali Badawi, Cseke Péter f.h., Fekete Gizella f.h., Karsai János, Kovács Edit, Páll Ferenc, Pethes Csaba, Romoda Attila; Rupnik Károly f.h.; Szerényi Éva; Tóth Juli; Thuróczi Zoltán
- Agyagtáblák üzenete (Gilgames) (1975. július 4.) (Körszínház, XIV. kerület Városligeti körút 22-es pavilon a volt BNV területén)
  - Gilgames: Kozák András; Enkidu: Juhász Jácint; Papnő: Kohut Magda; Ereskigal: Drahota Andrea; Istár: Esztergályos Cecília; Utnapisti: Szabó Gyula; Bíró: Rátonyi Róbert; Gimil: Benkő Péter; Kaszbuya, Istár papnője: Sáfár Anikó; Bika: Végvári Tamás; Ur-sanábi: Székhelyi József; Anu: Markaly Gábor; Főpap: S. Tóth József; Szolga: Verebes Károly; Vadász: Kollá, Legény: Kovács Gyula; Huwawa: Barbinek Péter f.h.; Karvezető: Thirring Viola
- Petruska – vásári komédia 2 részben (1976. július 2.) (Körszínház, XIV. kerület Városligeti körút)
  - Petruska: Esztergályos Cecília; Tatjana Madelon: Drahota Andrea; Búbánat: Nagy Attila; Faust, Makaróniárus: Rátonyi Róbert; Szellem: Komlós Juci; Pap, Pópa: Körmendi János; Huszár: Benkő Péter; Bojár: Jászai László; Bojárné: Lengyel Erzsi; Judy: Jani Ildikó, Rösel: Gór Nagy Mária; Dugdel: Verebes Károly; Londel: Székhelyi József; Vendéglős: Szuhay Balázs; Kunze: Kollár Béla; Bátya: S. Tóth József; Gnafron: Kovács Gyula; Káplár: Barbinek Péter f.h.; Darabont: Dimulász Miklós f.h.; Cigány: Faragó József f.h.; Cigánylány: Gelecsényi Sára f.h.; Hangász: Mikó István f.h.; Hercegkisasszony: Málnai Zsuzsa f.h.; Orosz baba: Rátonyi Hajnal f.h.; Gréte: Zsurzs Kati f.h.; Margit: Németh Nóra f.h.; Nagyzsák: Gyimesi Tivadar
- François Rabelais: Gargantüa és Pantagrüel (1977. július 8.) (Körszínház, XIV. kerület Városligeti körút)
  - Grandgousier, Pantagrüel: Nagy Attila; Gargantüa: Bitskey Tibor; Panurge: Kozák András; János barát: Szirtes Ádám; Ponokrátész: Szuhay Balázs; Gymnaste: Dimulász Miklós; Gargamella: Komlós Juci; Párizsi dáma: Esztergályos Cecília; Glugla: Drahota Andrea; Ragadamica: Schubert Éva; Első szigetlakó: Lengyel Erzsi; Második szigetlakó: Rátonyi Hajnal; Pikrokolus: Verebes Károly; Ludvégh: S. Tóth József; Csürhedy: Kollár Béla; Gyimesi Tivadar; Juhász-Tóth Frigyes; Verebes István
- Henry Wadsworth Longfellow: Hiawata (1978. július 7.) (Körszínház, XIV. kerület Városligeti)
  - Hiawata: Kozák András; Ajegu: Nagy Attila; Pau-Pak Kiwisz: Harsányi Gábor; Kwezind: Bitskey Tibor; Csibiábosz: S. Tóth József; Madzsekivisz: Szirtes Ádám; Nokómisz: Drahota Andrea; Minnehaha: Esztergályos Cecília; Owini: Zsurzs Katalin; Mondamin: Rátonyi Hajnal – Zsurzs Katalin (szerepkettőzés); Tavasz: Kánya Kata; Nyílkészítő: Kollár Béla; Láz: Gyimesi Tivadar; Éhség: Juhász-Tóth Frigyes; Első beszélő: Miklósy Judit – Szekeres Ilona (szerepkettőzés); Második beszélő: Lengyel Erzsi; Balogh Erika f.h.; Bánky Gábor f.h.; Borbély Sándor f.h.; Bubik István f.h.; Forgács Péter f.h.; Incze József f.h.; Kubik Anna f.h.; Kulka János f.h.; Lang Györgyi f.h.; Sipos László f.h.; Újvári Zoltán f.h.
- Énekek éneke (Beavató történetek a Bibliából) (1979. július 6.) (Körszínház, XIV. kerület Városligeti körút)
  - Váradi Hédi; Esztergályos Cecília; Konrád Antal; S. Tóth József; Ruttkai Ottó; Drahota Andrea; Bitskey Tibor; Gór-Nagy Mária; Kánya Kata; Dimulász Miklós; Bánhidy Attila; Kozák András; Szirtes Ádám; Kollár Béla; Lengyel Erzsi; Markaly Gábor; Balogh Erika f.h.; Borbély Sándor f.h.; Bubik István f.h.; Forgács Péter f.h.; Incze József f.h.; Kárpáti Denise f.h.; Kubik Anna f.h.; Kulka János f.h., Lang Györgyi f.h.; Sipos László f.h.; Újvári Zoltán f.h.; Bednarik György; Kőműves János; Németh Éva; Putnoki A. Dávid; Tamási István; Tóth Júlia
- Thyl Ulenspiegel (1980. július 4.) (Körszínház, XIV. kerület Városligeti körút)
  - Kozák András; Rátonyi Róbert, Szirtes Ádám; Drahota Andrea; Bordán Irén; Bitskey Tibor; Nagy Attila, Szuhay Balázs, Verebes Károly, Lengyel Erzsi; Konrád Antal, Dimulász Miklós; S.Tóth József; Zsurzs Katalin; Kollár Béla; Balogh Erika f.h.; Incze József f.h.; Kárpáti Denise f.h.; Bánhidy Attila; Bartha Sándor; Dancs Alexandra; Hanti Tamás; Kohn Erika; Kőműves János; Németh Éva; Pethes Csaba; Pikor Anikó; Putnoki A. Dávid; Tóth Juli; Tóth-Turcsoki Gabriella
- Lope de Vega: A Magyarországi fenevad (1981. július 3.) (Körszínház, XIV. kerület Városligeti körút)
  - László, a magyar hon királya: Kovács István; Teodosia magyar királyné: Voith Ági, Faustina, Teodosia húga: Kánya Kata; Rosaura, Faustina és László király lánya: Szerencsi Éva; Silvana: Gór Nagy Mária; Felipe, Barcelona grófja (8 éves korában): Martinez Gabriel; Felipe, Barcelona grófja: Nagy Gábor; Anglia királya, Teodosia és Faustina apja: Szirtes Ádám; Lauro, magyar nemes: Varga Vilmos; Nadályos, borbélydoktor, komédiásköltő: S. Tóth József; Magyarország Tengernagya: Konrád Antal; Fővadász: Kollár Béla; Bence: Tándor Lajos; Polgármester: Gyimesi Tivadar, Bence felesége: Lengyel Erzsi; Bertalan, gazdálkodó: Dimulász Miklós; Benedek, gazdálkodó: Nemes Kálmán; Börtönőr: Nádai Pál; Barcelona követe; Fulgencio: Markaly Gábor; Placido: Juhász Tóth Frigyes, Arsindo: Máday György; Apród: Neszmélyi Magda; Putnoki A. Dávid
- George Bernard Shaw: Vissza Matuzsélemhez (1982. július 2.) (Körszínház, XIV. kerület Városligeti körút)
  - Franklin: Verebes István; Káin: Verebes István; Napóleon: Verebes István; Konrád: Incze József; Kígyó: Incze József; Pygmalion: Incze József; Orákulum: Drahota Andrea; Ádám: Kozák András; Éva: Esztergályos Cecília; Burge, elnök: Inke László; Lubin, politikus: Szirtes Ádám; Idős úr: Bitskey Tibor; Savvy, Franklin leánya: Gór Nagy Mária; Zoo: Gór Nagy Mária; Lutestringné, háztartási miniszter: Schubert Éva; Haslam, lelkész: Konrád Antal; Konfucius: Verebes Károly; Az öreg: Tándor Lajos; Öregember: Kollár Béla; Néger nő: Rátonyi Hajnal; Chloé: Rátonyi Hajnal; Martellus, szobrász: S. Tóth József; Strephon: Philippovics Tamás; Acis: Forgács Péter; Amarillis: Gelecsényi Sára; Követné: Szekeres Ilona; A követ leánya: Neszmélyi Magda
- Hugo von Hofmannsthal: Akárki (Jedermann) Játék a gazdag ember haláláról (1983. július 1.) (Körszínház, XIV. kerület Városligeti körút)
  - Mester: Kovács István, Halál: Drahota Andrea; Sátán: Bitskey Tibor; Akárki: Kozák András; Akárki anyja: Sütő Irén; Akárki cimborája: Incze József; Ágyas: Esztergályos Cecília; Mammon: Nagy Gábor; Adósjobbágy: Verebes Károly, Adósjobbágy felesége: Schubert Éva; Kövér sógor: Szirtes Ádám; Sovány sógor: S. Tóth József; Jótét: Gór Nagy Mária; Hit: Kánya Kata; Egy kisasszony: Gelecsényi Sára; Egyik korhely pajtás: Tándor Lajos; Másik korhely pajtás: Kollár Béla; Harmadik korhely pajtás: Pethes Csaba; Kulcsár: Juhász Tóth Frigyes; Szakács: Gyimesi Tivadar; Első kisasszony: Kárpáti Denise; Második kisasszony: Lukácsy Katalin; Harmadik kisasszony: Neszmélyi Magda; Negyedik kisasszony: Murzsicz Adrienn
- XVI. századi ismeretlen kínai szerző: Szép asszonyok egy gazdag házban (CSIN, PING, MEJ) (1984. június 29.) (Körszínház, XIV. kerület Városligeti körút)
  - Remete: Kozák András; Hszi-men Csing, gazdag kéjenc: Bitskey Tibor; Bíró: Incze József; Narrátor: Incze József; Porkoláb: S. Tóth József; Írnok: Lukácsy Katalin; Vu Szung, tigrisölő, cirkáló hadnagy: Kovács István; Holdasszony, Hszi-men Csing első felesége: Drahota Andrea; Nebáncsvirág, második feleség, volt kurtizán, Kassziavirág nénje: Gór Nagy Mária; Kassziavirág, fiatal kurtizán, Nebáncsvirág húga: Gór Nagy Mária; Fehérvállú, harmadik feleség, gazdag özvegy: Polónyi Gyöngyi; Hótündér, negyedik feleség, azelőtt Hszi-men Csing házvezetőnője: Gelecsényi Sára; Aranylótusz, ötödik feleség, azelőtt Vu Ta lepényárus felesége: Szerencsi Éva; Porcelán, Hszi-men Csing hatodik felesége, azelőtt Hua Ce-hszü felesége: Kishonti Ildikó; Vu Ta, lepényárus, Vu Sza bátyja: Várhegyi Teréz; Hua Ce-hszü, Porcelán első férje: Nagy Gábor; Vang néni, kerítőnő és teázótulajdonos: Konrád Antal; Ho, halottkém: Tándor Lajos; Csing Tung, kertészlegény: Orosz István; Tavaszvirág, szolgáló: Dzsupin Ibolya; Őszirózsa, szolgáló: Neszmélyi Magda; Tavaszköszöntő, szolgáló: Ajtai Adrienn; Főporkoláb: Juhász Tóth Frigyes; Mandarin: Gyimesi Tivadar; Pincér: Kollár Béla; Posta Pál (zene); Korbuly Béla (zene); Fischer Olívia (tánc); Bánhidy Attila (tánc); Doránfi Ágota; Tamási István
- Giovanni Boccaccio: Dekameron (1985. július 5.) (Körszínház, XIV. kerület Városligeti körút)
  - Drahota Andrea; Szirtes Ádám; Verebes Károly (szerepátvétel 1985.07.22-től); Zsurzs Katalin; Konrád Antal; Kollár Béla; Kozák András; Balogh Erika; Nagy Gábor; Várhegyi Teréz; Lengyel Erzsi; Bitskey Tibor; Kovács István; Gór Nagy Mária; Incze József; S. Tóth József; Bács Kati f.h.; Csarnói Zsuzsa f.h.; Csudai Csaba f.h.; Gesztesi Károly f.h.; Horváth Vali f.h.; Kárpáti Péter f.h.; Lipics Zsolt f.h.; Matos Judit f.h.; Olasz Ági f.h.; Putnoki A. Dávid; Szalay Kriszta f.h.; Szinovál Gyula f.h.; Sztarenki Pál f.h.; Ternyák Zoltán f.h.
- Pelle János: Casanova (1986. július 4.) (Körszínház, XIV. kerület Városligeti körút)
  - Casanova, Seingalt lovagja: Kovács István – Incze József (szerepkettőzés); Don Juan: Nagy Gábor; Giuseppe Gritti: Forgács Péter; Kővendég: ---; Malipiero: Szirtes Ádám; D'Urféné asszony: Turay Ida; Csáky Miklós, hercegprímás: Bitskey Tibor; Mária Terézia: Sütő Irén; Nagy Katalin: Kánya Kata; Tereza: Kárpáti Denise; Charpillon kisasszony: Gór Nagy Mária; Corticelli kisasszony: Gór Nagy Mária; Voltaire: Tándor Lajos; Catherina Campana: Zsurzs Kati; Maria Magdalena: Polónyi Gyöngyi; Dubois asszony: Polónyi Gyöngyi; Imer asszony: Lengyel Erzsi; Gróf Szapáry Pál: Emőd György; Giulietta: Gelecsényi Sára; Marietta: Szalay Krisztina f. h.; Bernis érsek: Bálint György; Maria Gritti: Csarnóy Zsuzsa f. h.; Kurtizán: Bede-Fazekas Annamária f. h.; Pietro Campana: Gesztesi Károly f. h.; Orosz ezredes: S. Tóth József; Demetrio: Gyimesi Tivadar; Rendőrfőnök: Juhász Tóth Frigyes; Petrone: Ternyák Zoltán f. h.; Csudai Csaba f. h.; Kárpáti Péter f. h.; Lipics Zsolt f. h.; Sztarenki Pál f. h.
- A Papagáj meséi a hűtlen és hűséges asszonyokról – Válogatás a szanszkrit meseirodalomból és a Mahábharátából (1987. július 3.) (Körszínház, XIV. kerület Városligeti körút)
  - Esztergályos Cecília; Bitskey Tibor; Szirtes Ádám; Kovács István; Gór Nagy Mária; Kárpáti Denise; Polónyi Gyöngyi; Jani Ildikó; Ruttkai Ottó; S. Tóth József; Emőd György; Gyimesi Tivadar; Juhász Tóth Frigyes; Lengyel Erzsi; Tándor Lajos; Gelecsényi Sára; Csarnóy Zsuzsa f.h.; Kaszás Gergely f.h.; Csudai Csaba f.h.; Gesztesi Károly f.h.; Dévényi Szilvia; Donászy Ágota; Fülöp Laura; Füredi Edina; Kiszely Tünde; Körmendi Andrea; Bánhidy Attila
- Szophoklész: Antigoné (1988. július 1.) (Körszínház, XIV. kerület Városligeti körút)
  - Antigoné: Igó Éva; Iszméné: Zsurzs Katalin; Kreón: Bitskey Tibor; Haimón: Incze József; Teiresziász: Kovács István; Őr: Gesztesi Károly; Hírmondó: Forgács Péter; Eurydiké: Zolnay Zsuzsa; Szolga: Csudai Csaba; Karvezető: Tándor Lajos; Kórus: Emőd György; S. Tóth József; Gyimesi Tivadar; Juhász Tóth Frigyes; Orosz István; Bánhidy Attila; Geicz József; Tamási István
- Arisztophanész Gazdagság (1988. július 1.) (Körszínház, XIV. kerület Városligeti körút)
  - Chremylosz, szegény szabad ember: Bitskey Tibor; Asszony, a felesége, egyelőre szegény ő is: Lengyel Erzsi; Karion, a rabszolgája, természetesen még szegényebb: Incze József; Plutosz, a gazdagság istene: Szabó Gyula; Eszkuláp, egészségügyi isten: Kovács István; Penia, a szegénység istennője: Zolnay Zsuzsa, Neoklidész, bércsaló: Gesztesi Károly; Szükofanta, spicli, besúgó: Emőd György; Idős asszony, aki igényli a szerelmet: Hacser Józsa; Ifjú: Forgács Péter; Hermész, magas beosztású isten az Olümposzról: Csudai Csaba; Pap: S. Tóth József; Utcaseprőnő: Csarnóy Zsuzsa; Karvezető: Tándor Lajos; Kórus: Emőd György; S. Tóth József; Gyimesi Tivadar; Juhász Tóth Frigyes; Orosz István; Bánhidy Attila; Geicz József; Tamási István; Donászi Ágota; Fülöp Laura; Körmendi Andrea; Matulay Ildikó
- Luigi Pirandello: Liolá és a lányok (1989. június 30.) (Körszínház, XIV. kerület Városligeti körút)
  - Nino Schillaci, más néven Liolá: Mikó István, Simone Palumbo: Inke László, Croce Azzara, Simone Palumbo unokanővére: Hacser Józsa, Tuzza, Croce lánya: Kánya Kata, Mita, Simone fiatal felesége: Zsurzs Katalin; Carmina, más néven Csini: Gór Nagy Mária; Gesa, Mita nagynénje: Polónyi Gyöngyi; Ninfa, Liolá anyja: Lengyel Erzsi; Ciuzza, parasztlány: Ábrahám Edit; Luzza, parasztlány: Gelecsényi Sára; Nela, parasztlány: Neszmélyi Magda; Timino, Liolá zabigyereke: -; Calicchio, Liolá zabigyereke: -; Pallino, Liolá zabigyereke: -;
- Ludvig Holberg: A politikus csizmadia (1990. június 29.) (Körszínház, XIV. kerület Városligeti körút)
  - Bányai Cézár: Szabó Gyula; Mári, Bányai Cézár felesége: Széles Anna, Kelemen: Inke László; Anna: Esztergályos Cecília, Gyuri: Csudai Csaba Zsolt; Rózsi: Nyírő Bea; Peti: Borbély Sándor; Kati: Jani Ildikó; Iskolamester: Juhász Tóth Frigyes; I. Mester: Gyimesi Tivadar; II. Mester: Tándor Lajos; III. Mester: Tóth József, S.; Angol: Emőd György; Olasz: Kovács István; Aggszűz: Lengyel Erzsi; Idegen: Orosz István

## Emlékezete
- Az épület maradványait elbontották, a területet parkosították. A Magyar Színházi Társaság és a Thália Színház 2001. október 12-én, másfél évvel a tűzeset után, emléktáblát avatott. Az ünnepségen beszédet mondott Karsai György klasszika-filológus.
- Az épület szerepel a L’art pour l’art Társulat Jön a medve! című filmjének záró jelenetében.